# Arthur Boka
Etienne Arthur Boka (Abidjan, 1983. április 2. –) elefántcsontparti válogatott labdarúgó. Posztját tekintve balhátvéd.

## Pályafutása

### Klubcsapatban
Mint hazájában több később Európában is sikereket elérő honfitársa, Boka is az ASEC Mimosasban kezdte pályafutását. A klub olyan játékosokat nevelt ki korábban, mint Kolo Touré, Emmanuel Eboué és Aruna Dindane. 2002-ben Európába szerződött, a belga Beveren játékosa lett. A 2004-2005-ös szezon előtt a francia Strasbourg játékosa lett, a 2005-2006-os évad végén, 66 bajnokin szerzett két góllal a német VfB Stuttgart játékosa lett. Játékstílusát sokan a brazil világbajnok Roberto Carlos da Silvaéhoz hasonlították, a német Bundesliga egyik legjobb balhátvédje lett, a Stuttgarttal pedig megnyerte a 2006-2007-es bajnokságot.
2009. január 14-én meghosszabbította szerződését 2012 nyaráig. 2012. május 30-án Boka új, egyéves szerződést írt alá, amely egy további évre szóló opciót tartalmazott. A 2012-13-as Bundesliga szezontól posztja is változott, edzője egyre többször a középpályán játszatta. Összesen 154 bajnokin öt gólt szerzett a sváb csapatban. 2014. május 1-jén két évre aláírt a spanyol Málagához. Augusztus 29-én debütált új csapatában, a Valencia ellen 3-0-ra elveszített bajnokin. 2016 júliusában csatlakozott a svájci Sionhoz, de mindössze három bajnoki után 2017 februárjában felbontotta a szerződését.

### A válogatottban
Az elefántcsontparti válogatottban 82 alkalommal lépett pályára és egy gólt szerzett. Részt vett a 2006-os és 2010-es labdarúgó-világbajnokságon is.

## Sikerei, díjai
Beveren
- Belga kupadöntős (1): 2003–04

Strasbourg
- Francia ligakupagyőztes (1): 2005

VfB Stuttgart
- Német bajnok (1): 2006–07
- Német kupadöntős (2): 2006–07, 2012–13

Elefántcsontpart
- Afrikai nemzetek kupája döntős (3): 2006, 2010, 2012

## Külső hivatkozások
- Arthur Boka (angol nyelven). bdfutbol.com
- Arthur Boka (angol nyelven). national-football-teams.com
- Arthur Boka (angol nyelven). fifa.com. [2017. október 1-i dátummal az eredetiből archiválva]. (Hozzáférés: 2017. október 6.)
- Arthur Boka (német nyelven). fussballdaten.de